# 燃尽图

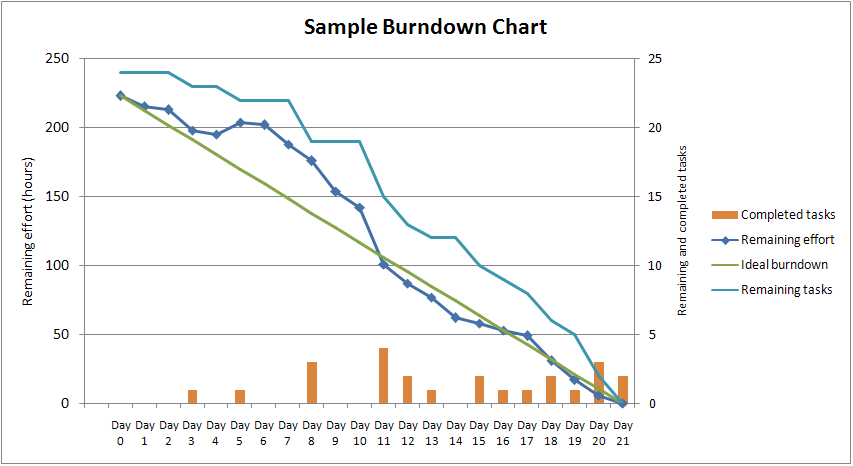
一张燃尽图，体现了21天的进度

燃尽图（英語：burn down chart）是用于表示剩余工作量的工作图表，由横轴（X）和纵轴（Y）组成，横轴表示时间，纵轴表示工作量。这种图表可以直观的预测何时工作将全部完成，常用于软件开发中的敏捷软件开发方式，也可以用于其他类型的工作流程监控。

## 如何使用

### 方法1

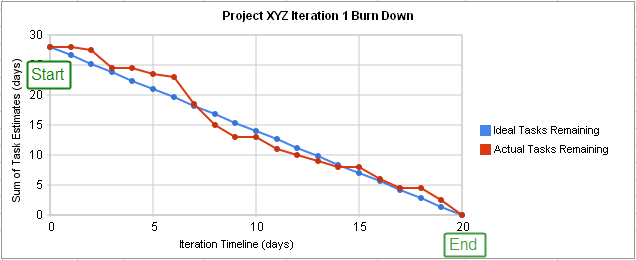
google文档中的一张燃尽图

一般可以在图表中绘制两条线段，一条表示期望的工作进度，另一条记录实际的工作进度，把工作拆分成若干工作要点，完成一个就减去一个，以此来衡量工作距离全部完成的剩余时间。
当实际工作曲线低于期望值时，则表示工作可能提前完成，相反的情况则可能会延期。
如果每次绘制的图标，实际进度曲线都在期望值下方，则表示计划做的过于保守，可以适当缩短；相反的情况则表示计划过于激进，应当适当延长。也可以通过多次的记录统计，了解工作团队的工作效率是否有一定的提升，找出提高效率的办法。

### 方法2
另一种方式可以描述错误的解决程度，一般用于项目测试的过程，也是有两条曲线来表示。一条表示已经被发现的错误，另一条表示已经被解决的错误，第一条曲线会一直增长，同时第二条曲线会一直追赶，最终当两条曲线汇聚的时候，就表示所有的问题都被解决了。

## 扩展阅读
- 敏捷Sprint冲刺燃尽图 （页面存档备份，存于）
- Burn Down Chart Tutorial: Simple Agile Project Tracking （页面存档备份，存于）
- Release Burndown
- Earned Value and burn charts （页面存档备份，存于）
- Feel The Burn, Getting the Most out of Burn Charts, Better Software, July/August 2009, Volume 11, Issue 5, pp. 26-31 （页面存档备份，存于）